# برج الظلام (رواية لويس)
برج الظلام هي مخطوطة غير مكتملة يُزعم أنها مكتوبة بقلم سي. إس. لويس، والتي يبدو أنها تتمة غير مكتملة لرواية الخيال العلمي خارج الكوكب الصامت. بدلًا من ذلك، أصبحت بيريلاندرا الكتاب الثاني لثلاثية الفضاء للويس، وانتهت السلسلة برواية القوة البشعة. نشر والتر هوبر، المنفذ الأدبي للويس، هذه القطعة وأعطاها عنوانًا في مجموعة برج الظلام وقصص أخرى لعام 1977. طعنت الباحثة في أعمال لويس كاثرين ليندسكوغ بصحة العمل. لدواعي الملاءمة، يُشار إلى مؤلف النص في هذه المقالة باسم «لويس» دون تأهيل.

## ملخصات الحبكة
تتعامل القصة مع تفسير مبكر للسفر متعدد الأبعاد. يروي لويس القصة الخيالية بنفسه، كما يفعل في بيريلاندرا، لكن إلوين رانسوم يظهر كشخصية داعمة. تبدأ القصة بمناقشة السفر عبر الزمن بين العديد من الأكاديميين في جامعة (عُرفت لاحقًا باسم كامبريدج) خلال العطلة الصيفية، وانتهوا إلى أنه من المستحيل انتهاك قوانين الزمكان بهذه الطريقة. ومع ذلك، بعد المناقشة، كشف أحد الرجال (أوريفيو) عن اختراع يعتقد أنه يسمح للناس بالرؤية عبر الأزمان. تستخدم المجموعة «كرونوسكوب» لمراقبة عالم فضائي يسمونه «الزمن الآخر» (لا يَعرف ما إذا كان في المستقبل أو الماضي). في هذا العالم، تعمل مجموعة من البشر الآليين على تشييد برج بناءً على أمر شرير القصة، «أحادي القرن»، شخصية شيطانية ولكنها بشريّة (أو ربما شبه بشرية) مع قرن واحد ينمو من جبهتها. يلدغ أحادي القرن الأفراد، على ما يبدو أنهم متطوعون، ما يتسبب بتحولهم إلى آليين («جيركيز»).
بعد فترة من الوقت، يشير مكفي، وهو شخصية تظهر في القوة البشعة (رغم أنه اسكتلندي لا أيرلندي)، إلى أن «برج الظلام» هو في الواقع نسخة طبق الأصل من مكتبة جامعة كامبريدج الجديدة. يشير هذا إلى أن الزمن الآخر هو مستقبل بعيد، حيث تتأسس نسخة طبق الأصل من النصب القديم.
يُكتشف أن مساعد أوريفيو، سكودامور، لديه نظير في الزمن الآخر. يتساءل المراقبون بشكل متزايد عما إذا كان الزمن الآخر هو في الحقيقة الماضي أو المستقبل، أو إذا كان الزمن الآخر واقعًا آخر. ينمو واخزٌ لنظير سكودامور ويصبح أحادي القرن الجديد. خلال إحدى جلسات المشاهدة، يرى سكودامور أن أحادي القرن على وشك أن يلدغ نظيرة خطيبته كاميلا، وبغضب أعمى، يندفع إلى الشاشة، ويتبادل الأجساد بطريقة ما مع أحادي القرن. يتناول الجزء المتبقي من النص تجاربه في الزمن الآخر، وأيضًا محاولة زملائه لمطاردة أحادي قرن هذا العالم.
في الزمن الآخر، يستمر سكودامور بالنجاة مستغلًا سلطته، فهي بطاقته الوحيدة، بينما يحاول أن يتعلم. يكتشف لدهشته أن هناك كرونوسكوب في غرفة أحادي القرن حيث لدغ الضحايا؛ لكنه الآن مكسور. يمتنع سكودامور عن لدغ كاميلا، ويحاول التخطيط لهروبهما. يبدو أن هناك نوعًا من الحرب (التي يشنها «الخيالة البيض»، والذين يريدون إزالة اللادغات من «أحاديي القرن») ضد حكومة الزمن الآخر. يقرأ في مكتبة عن علم الزمن الخاص بالزمن الآخر. تتحدث نظرية عن الخطوط الزمنية المتعددة؛ لا يبدو أنها تنشق عن نتائج مختلفة، مثل الحقائق الكمية، لكنها ببساطة تمضي قدمًا بشكل منفصل. مع ذلك، يمكن السيطرة عليها، ويمكن إجراء اتصال بين الخطوط الزمنية المختلفة. تذكر المراجع أسطورة «التشينجلنغ». ينص القانون على أن «أي خطين زمنيين متقاربين للدرجة التي تتشابه عندها محتوياتهما المادية بالضبط متشابهان»، وقد كُشِف أن تجربة استخدام نسخة طبق الأصل لخط سكة حديد في المكان المناسب قد نجحت بالفعل في السماح بنقل مضبوط للعقول. ينتهي النص بسكودامور وهو مستمر في القراءة.